# Oshikuku
Oshikuku è un centro abitato della Namibia, situato nella Regione di Omusati.